# Point Barrow
Point Barrow ist die nördlichste Landspitze des US-Bundesstaates Alaska und somit der nördlichste Punkt der Vereinigten Staaten.

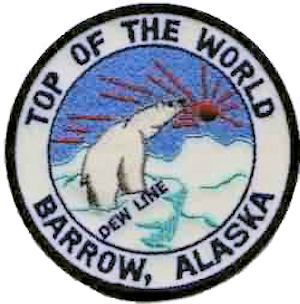
USAF Point Barrow Emblem, 1946–1980

## Geographie

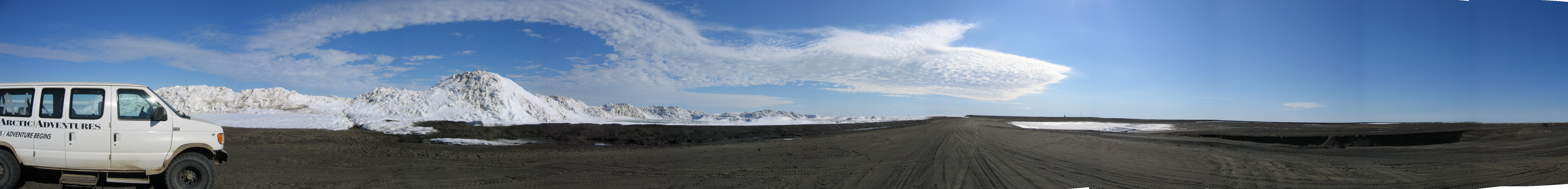
Point Barrow Panorama

Die Landspitze ist 15 km nordöstlich der Stadt Utqiaġvik gelegen und trennt die Tschuktschensee im Westen von der Beaufortsee im Osten.

## Geschichte
An diesem Punkt gab es bereits seit mindestens dem 11. Jahrhundert eine Siedlung namens Nuvuk. Neues Interesse erhielt Point Barrow Mitte der 1990er Jahre als archäologische Stätte. Durch Erosion, die sich durch tauenden Permafrostboden beschleunigt, werden seitdem immer wieder Gräber des frühen Nuvuk freigelegt. Sie scheinen der frühen Thule-Kultur anzugehören.
Aus europäischer Sicht wurde die Landspitze am 22. August 1826 von Thomas Elson entdeckt. Der englische Geograph Frederick William Beechey, der mit der HMS Blossom am Icy Cape ankerte, um hier auf die Expeditionen von John Franklin und William Edward Parry zu warten, hatte ein Boot unter Elsons Führung ausgeschickt, um diese noch unbekannte Küste zu erkunden. Beechey benannte das Kap nach seinem Auftraggeber, dem britischen Staatsbeamten und späteren Baronet Sir John Barrow.
Während des Internationalen Polarjahrs 1882/83 betrieben die Vereinigten Staaten hier eine wissenschaftliche Polarstation. 
Am 22. April 1928 startete der Polarforscher Hubert Wilkins mit seinem Piloten Carl Ben Eielson am Point Barrow zu einem transarktischen Flug nach Spitzbergen. Im August 1935 verunglückten der Starkomiker Will Rogers und der Flieger Wiley Post bei einem Flugzeugabsturz in Point Barrow, als unmittelbar nach dem Start der Motor ausfiel.
Point Barrow war auch ein Raketenstartgelände der NASA, das von 1965 bis 1972 zum Start von Höhenforschungsraketen der Typen Nike Cajun und Nike Apache verwendet wurde.
Im Oktober 1988 fand vor der Landspitze die Operation Breakthrough statt, bei der drei im frühzeitigen Packeis eingeschlossene Grauwale mit großen Medieninteresse von Regierungsbehörden verschiedener Staaten und internationalen Hilfsorganisationen befreit werden sollten.
Die zwei älteren Tiere überlebten die Rettungsbemühungen, während das jüngste Tier während dieser verstarb.
Im September 2010 begannen hier vor Ort und in der näheren Umgebung von Barrow die Dreharbeiten zu dem Spielfilm Der Ruf der Wale mit Drew Barrymore und John Krasinski in den Hauptrollen, welcher diese Rettungsaktion nacherzählte.